# Grand Prix de la ville de Nogent-sur-Oise
De Grand Prix de la ville de Nogent-sur-Oise is een eendaagse wielerwedstrijd in en rond de Franse gemeente Nogent-sur-Oise. De wedstrijd werd in 1945 voor het eerst verreden en maakt sinds de oprichting van de UCI Europe Tour in 2005 deel uit van deze competitie. De Grand Prix is ondergebracht in de categorie 1.2.

## Erelijst (sinds 2001)

### Overwinningen per land
| Overwinningen | Land                                                                |
| ------------- | ------------------------------------------------------------------- |
| 5             | Frankrijk                                                           |
| 4             | België                                                              |
| 2             | Litouwen                                                            |
| 1             | Denemarken, Estland, Nederland, Polen, Rusland, Verenigd Koninkrijk |